# Andrew Johnson (labdarúgó)
Andrew Johnson (Bedford, 1981. február 10. –) korábbi angol labdarúgó válogatott és többek között megfordult a Birmingham City, Crystal Palace, Everton,
Queens Park Rangers csapatában. Csatár poszton játszott.

## Karrier

### Birmingham
Labdarúgó pályafutása Birmingham Cityben kezdődött. 2001-ben ő és csapata bejutott a Liga Kupa döntőbe ahol Liverpool volt az ellenfele. 1-1-re végződött a meccs és aztán büntetőpárbajok után 5-4-re vesztettek. Johnson félidőben lépett pályára Dele Adebola helyére. Ő is rúgott büntetőt, de kihagyta. Miután néhány figyelemreméltó gólt lőtt, 2002-ben Crystal Palace-hoz igazolt.

### Crystal Palace
2002. október 26-án mesterhármast rúgott Brighton & Hove Albion ellen, majd Walsall ellen is. Miután Lain Dowie lett az új menedzser, Johnson többször játszott mint korábbi szezonjaiban. 2003–2004-es szezonban ő lett a gólkirály a Football League First Division-ban 27 góllal. 2004–2005-ös szezonban feljutottak a Premier League-ba, aztán kiestek.
2003–2004 és 2004–2005-ös szezonban ő lett a Crystal Palace legjobb játékosa. 2005-ben beszavazták Az évszázad tizenegyébe.

### Everton
Először 7,25 millió fontot ajánlották Johnson-ért, de elutasították. Aztán ajánlottak 8,6 millió fontot, azt már elfogadták. Öt évre szóló szerződést írt alá. Ez volt a legdrágább vásárlása az Evertonnak és ez volt a legdrágább eladott Crystal Palace játékos. Everton-ban debütált 2006. augusztus 19-én Watford ellen, amely 2-1-re nyertek, és Johnson ezen a mérkőzésen rúgta az első Evertoni gólját. 2007. november 6-án alá írt egy új öt évre szóló szerződést.

### Fulham
2008 júliusában a Fulhamhoz igazolt 10,5 millió fontért. A Fulham-ban debütált 2008. szeptember 13-án a Bolton Wanderers ellen, ahol nyertek 2-1-re. Az első piros lapját 2008. szeptember 27-én kapta West Ham ellen a 45. percben.

## Válogatottság
2005. február 9-én debütált Hollandia ellen, Wayne Rooney cserélte le a 61.percben. A második meccse az 
Egyesült Államok ellen volt 2005 nyarán, ahol 2-1-re győztek.

## Klubjai
- Birmingham City FC (1997–2002)
- Crystal Palace FC (2002–2006)
- Everton FC (2006–2008)
- Fulham FC (2008–2012)
- Queens Park Rangers (2012–2014)
- Crystal Palace FC (2014–2015)